# توني سن
توني سن (بالإنجليزية: Tony Sun)‏ (و. 1978 – م) هو مغني، وممثل، ومقدم برامج، وممثل تلفزيوني، من تايوان، ولد في تايبيه.

## روابط خارجية
- توني سن على موقع IMDb (الإنجليزية)
- توني سن على موقع ميوزك برينز (الإنجليزية)
- توني سن على موقع قاعدة بيانات الفيلم (الإنجليزية)